# Maculinea inocellata
Maculinea inocellata är en fjärilsart som beskrevs av Sohn 1893. Maculinea inocellata ingår i släktet Maculinea och familjen juvelvingar. Inga underarter finns listade i Catalogue of Life.